# Hilde Eeckhout
Hilde Eeckhout (Oudenaarde, 16 juni 1972) is een Belgisch politica voor Open Vld.

## Levensloop
Eeckhout studeerde in 1995 af als licentiate in de rechten aan de Universiteit Gent. Ze werkte van 1995 tot 1997 als advocaat en is sinds 1997 zaakvoerder van een bank- en verzekeringskantoor van Fortis in Zwalm.
Haar vader Basiel Eeckhout was voor de liberale PVV en VLD van 1977 tot 2006 burgemeester van Zwalm. Hilde Eeckhout trad in diens politieke voetsporen en was van 2000 tot 2004 voor de VLD provincieraadslid van Oost-Vlaanderen. Van 2007 tot 2018 was ze ook gemeenteraadslid van Zwalm. Kort na de gemeenteraadsverkiezingen van oktober 2012 werden Hilde Eeckhout en haar vader uit het lokale Open Vld-afdeling van Zwalm gezet omdat ze met een persoonlijke brief op eigen houtje publiek campagne hadden gevoerd en zich daarmee volgens het lokale bestuur deloyaal hadden opgesteld. In 2018 waren Basiel en Hilde Eeckhout van plan om met een aparte lijst op te komen, maar uiteindelijk stelden ze zich niet meer verkiesbaar in Zwalm.
Na de derde rechtstreekse Vlaamse verkiezingen van 13 juni 2004 kwam Eeckhout begin december 2004 voor de kieskring Oost-Vlaanderen in het Vlaams Parlement terecht als opvolger van André Denys, die Oost-Vlaams provinciegouverneur werd. Ze bleef Vlaams Parlementslid tot juni 2009 en was vast lid van de commissie Algemeen Beleid, Financiën en Begroting.